# Gaoseng chuan
Gaoseng chuan (chiń. 高僧傳, pinyin Gāosēng chuán; kor. 고승전 Kosŭng chŏn; jap. Kōsōden; wiet. Cao tăng truyền; pol. Biografie wybitnych mnichów) – pierwsze tego typu dzieło w buddyjskiej literaturze; jedno z najważniejszych źródeł do poznania historii wczesnego buddyzmu w Chinach i chanu poprzez biografie.